# Louis Edward Hostlot
Louis Edward Hostlot (New York, 18 novembre 1848 – Roma, 1º febbraio 1884) è stato un presbitero statunitense.

## Primi anni di vita e formazione
Johann Ludwig Hasslocher nacque nel quartiere Bedford di Brooklyn, New York, il 18 novembre 1848. Era figlio di Johann Baptiste Hasslocher e Franziska Boppdi, immigrati tedeschi del Baden. Da bambino, fu mandato alla scuola parrocchiale di una chiesa francese a Manhattan, la San Vincenzo de' Paoli. Gli insegnanti francesi della scuola trovarono il cognome di "Hasslocher" difficile da ricordare e pronunciare e lo modificarono in "Hostlot". Su consiglio del parroco francese, gli Hasslochers permisero al figlio di mantenere tale ortografia anche dopo aver terminato la scuola.
Nel giugno del 1868 si diplomò con onore al St. Francis Xavier College di Manhattan. Desideroso di intraprendere la vita sacerdotale, fu ammesso al Pontificio collegio americano del Nord di Roma come studente di filosofia.

## Studi a Roma
Hostlot giunse a Roma e si iscrisse formalmente al Pontificio collegio americano del Nord il 27 ottobre 1868.
Il 7 giugno 1873 fu ordinato presbitero. In seguito, mentre stava studiando per il dottorato, fu selezionato dal rettore del collegio, padre Francis Silas Marean Chatard, per essere suo assistente. Il precedente vice-rettore, padre Michael Mahoney, era morto improvvisamente per un malessere cardiaco alla giovane età di 25 anni nell'aprile del 1874. Hostlot assunse il ruolo di vice-rettore il 15 ottobre 1875. Due anni dopo, il suo buon lavoro fu testimoniato dalla lode che padre Chatard scrisse all'arcivescovo di New York Michael Augustine Corrigan: "è benemerito per le sue fatiche".

## Rettore del Pontificio collegio americano del Nord

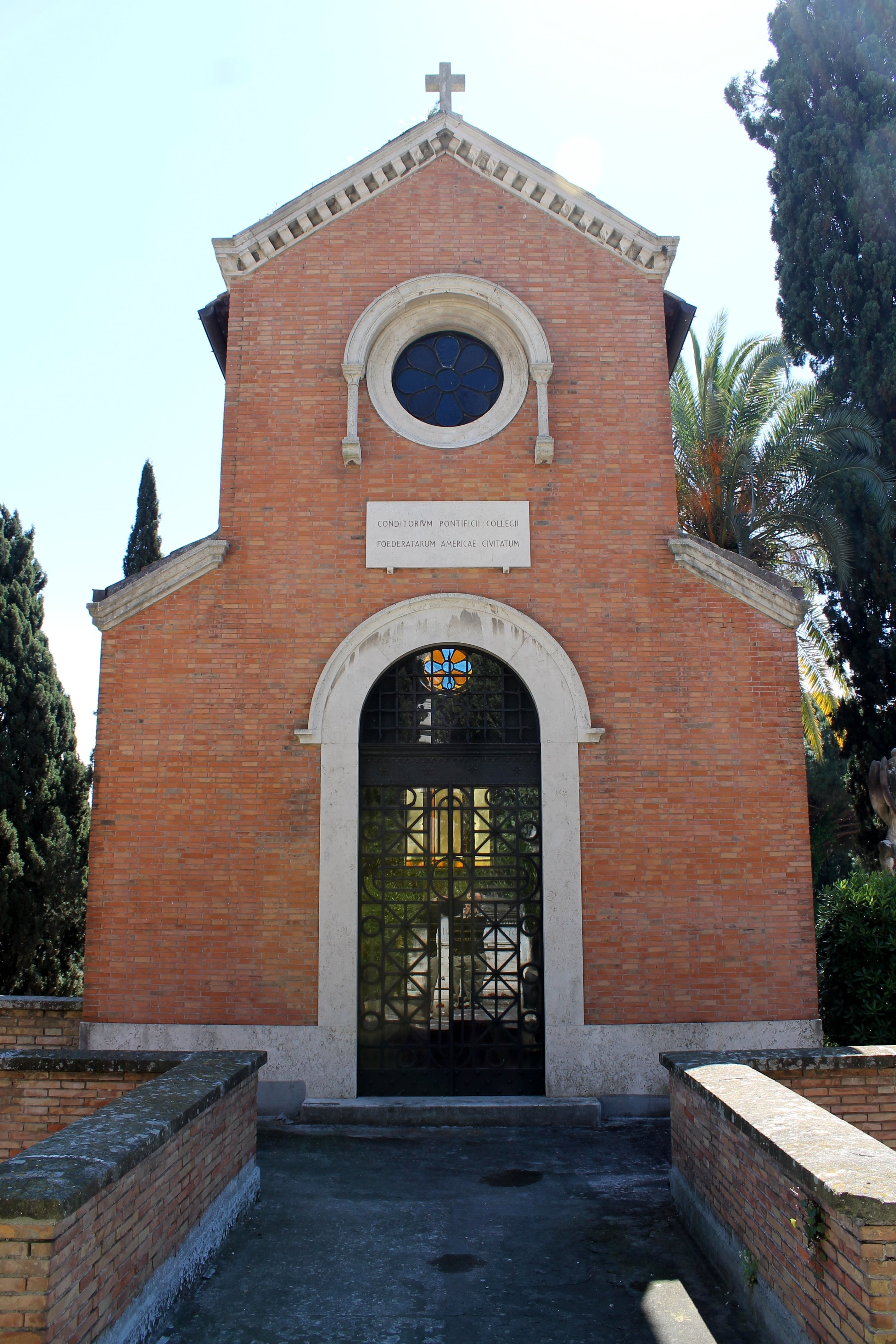
Il mausoleo del Pontificio collegio americano del Nord al cimitero del Verano, costruito dal fratello e dalla sorella di monsignor Hostlot nel 1913.

Nel 1878 padre Francis Silas Marean Chatard venne nominato vescovo di Vincennes. Dopo la sua partenza, Hostlot divenne pro-rettore, ovvero amministratore temporaneo, del collegio. Anche se aveva solo 30 anni, i funzionari della Curia romana lo consideravano un amministratore capace e lo consigliarono al Santo Padre per il rettorato. Fu quindi nominato formalmente rettore da papa Leone XIII il 9 dicembre 1878. All'inizio dell'anno successivo venne nominato cameriere pontificio soprannumerario. Durante il suo mandato, il 17 dicembre 1883 fu promosso ulteriormente al rango di prelato domestico con il titolo di monsignore.
Secondo lo storico americano Robert McNamara, Hostlot non si abbandonò ciecamente alle politiche del suo predecessore come rettore. Trovò le finanze del collegio in buone condizioni, in parte grazie a un costante aumento degli studenti iscritti. Visto l'aumento dei fondi disponibili, fu in grado di intraprendere diversi progetti per espandere e migliorare le proprietà immobiliari del collegio. Il primo progetto fu la costruzione di una cappella funeraria collegiale nel cimitero del Verano a Roma. Padre Chatard aveva ottenuto il permesso già nel 1874, ma non è chiaro se la struttura sia stata solo completata o completamente realizzata durante il rettorato Hostlot. Quel che è noto è che il debito era stato pagato già nel marzo del 1879, durante il mandato di Hostlot. In secondo luogo, riparò e migliorò il collegio stesso, ridecorò l'interno e realizzò degli archi in giardino e predispose una nuova sacrestia per la cappella. In aggiunta a tali compiti sostanziali, monsignor Hostlot riuscì anche a realizzare gli alloggi per ospitare trenta studenti in più. Infine, nel 1882 acquistò una villa per l'uso dei seminaristi americani. Questa proprietà, situata a Grottaferrata, poco fuori città, sarebbe stata utilizzata per l'alloggio e le vacanze degli studenti durante la calda estate romana.
La portata dei suoi doveri fu adeguatamente riassunta da parte di Hostlot, che in una lettera al suo amico padre John Farley di New York nel 1883 scrisse: "Caro mio, se sapessi quanto sono occupato. Io sono il servo di tutti, rettore, vice-rettore, consolunte ecclesiastico, spedizioniere apostolico, cameriere di Sua Santità per i nostri americani, Cicerone per i nostri reverendi prelati, Cicerone alle Catacombe ecc., ho dato al dottor Smith un brevetto speciale per quella missione".
Nonostante i suoi successi, gli studenti dell'epoca giudicarono generalmente che monsignor Hostlot era piuttosto duro nella sua direzione della scuola. Gli studenti ricordano che aveva l'abitudine un po' idiosincratica di cantare nel salotto del collegio. Se la musica era allegra, era possibile avvicinarsi e chiedergli favori. Altrimenti, come scrisse uno studente, "non oserei guardare verso le finestre della sala". William Henry O'Connell, studente sotto monsignor Hostlot che più tardi sarebbe diventato rettore del Collegio stesso e poi arcivescovo di Boston e cardinale, osservò che "il povero monsignor Hostlot ha lavorato bene". Queste realizzazioni soddisfecero i suoi seminaristi, ma la sua frugalità e la severità gli portarono a qualche critica e persino un tentativo di allontanarlo da parte del vice-rettore del Collegio, padre Francis Wall, nel 1880. Il suo rigore venne attribuito alla sua stretta educazione a New York da parte di genitori tedeschi e dalle suore cattoliche. Il tentativo di allontanamento lasciò una divisione che persistette anche oltre la successiva nomina di un nuovo vice-rettore. Quando il successore di Wall, padre Hugh McDevitt, si rifiutò di continuare a lavorare come assistente di monsignor Hostlot, il comitato del collegio fu costretto a investigare la questione. L'elenco delle accuse contro il rettore non è giunto fino a noi, ma l'esito del procedimento fu a suo favore: le voci di negligenza professionale o personale vennero ritenute false o inconsistenti e venne mantenuto alla guida del collegio. Nel 1883 scelse come suo vice-rettore padre Augustin Joseph Schulte, un prete studente originario di Filadelfia.

## Morte ed eredità

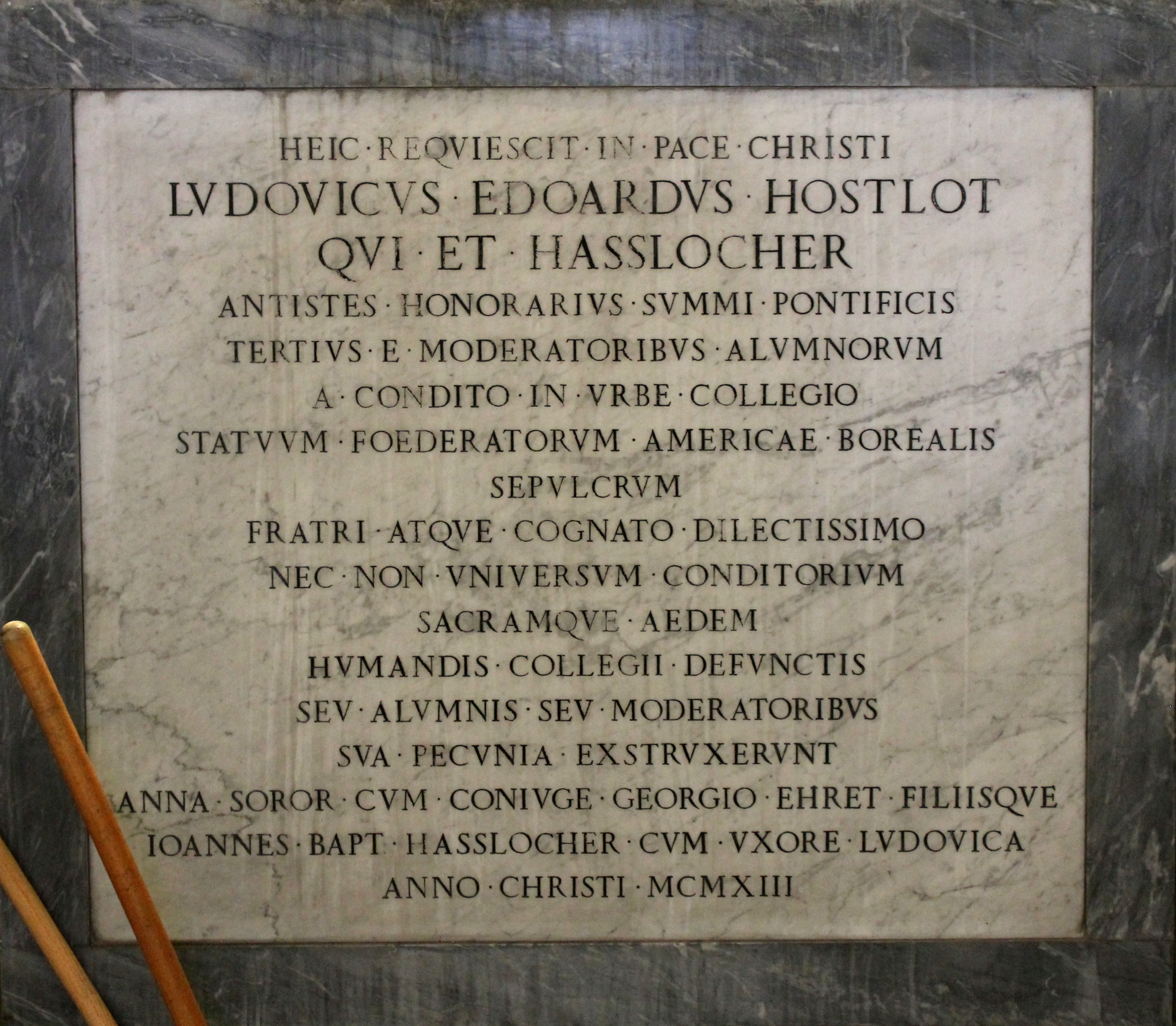
L'iscrizione nella cappella mortuaria del collegio.

Alla fine del 1883, tuttavia, la salute di monsignor Hostlot peggiorò. Si ammalò di raffreddore, che divenne così grave che il giorno dopo il Natale del 1883, andò a letto subito dopo aver celebrato la Messa mattutina. La sua malattia era probabilmente un'influenza che a quel tempo stava diventando epidemica a Roma. I suoi medici non erano d'accordo sulla prognosi. Uno di essi suggerì che fosse la carta da parati verde della sua camera da letto la causa della sua malattia. Il 31 gennaio 1884 subì una ricaduta che eliminò ogni speranza di recupero. Quella sera, ricevette il viatico dal direttore spirituale del collegio, padre Ubaldo Ubaldi.
Morì all'alba del 1º febbraio 1884 all'età di 35 anni. Nonostante la sua personalità in qualche modo tumultuosa, il suo buon carattere e la generosità furono ricordati dalla "folla relativamente grande di piangenti" dopo che il suo corpo venne esposto nella chiesa di Santa Maria dell'Umiltà. In seguito le sue spoglie furono trasportate in una processione composta da studenti, frati cappuccini e superiori religiosi, alla chiesa parrocchiale locale, la basilica dei Santi XII Apostoli. Le esequie furono presiedute da monsignor Domenico Maria Jacobini, allora segretario della Congregazione De Propaganda Fide. Fu poi sepolto nella nuova cappella mortuaria del collegio nel cimitero del Verano.
Nel suo testamento, monsignor Hostlot fu molto generoso con il collegio. Aveva messo da parte 5 000 dollari per la costituzione di una nuova borsa di studio che doveva essere accreditata specificamente all'arcidiocesi di New York. Inoltre, annullò il debito di 12 000 lire che aveva anticipato per pagare il saldo residuo della villa di Grottaferrata. Subito dopo la sua morte, la sua famiglia istituì un'altra borsa di studio in sua memoria. Quasi venti anni dopo la morte di Hostlot, suo fratello John Hasslocher contribuì con 500 dollari all'acquisto di una nuova ala per espandere il collegio vicino a Piazza della Pilotta.
Infine, nel 1913, John Hasslocher e sua sorella, Anna Ehret, finanziarono la ricostruzione e la decorazione dell'attuale mausoleo del Pontificio collegio americano del Nord. Al termine dei lavori i resti di monsignor Hostlot e degli altri defunti del collegio furono trasferiti nel nuovo mausoleo dove si trovano tuttora. Nella cappella venne posta un'iscrizione per in ricordo di monsignor Louis Hostlot e della donazione della cappella funeraria da parte della sua famiglia.